# Марґо Тьєн
Марґо Тьєн (англ. Margot Thien, 29 грудня 1971) — американська синхронна плавчиня.
Олімпійська чемпіонка 1996 року.
Чемпіонка світу з водних видів спорту 1994 року.